# Vojčice
Vojčice (rusínsky Войчіцы, maďarsky Vécse, německy Wetz) jsou obec na Slovensku v okrese Trebišov.

## Dějiny
První písemná zmínka o obci je z roku 1217, nejstarší hodnověrný doklad o Vojčicích je až v listině krále Bély IV. z roku 1245 o prodeji statků Albína a Dvorianek. Jižní okraj dvorianského statku
sousedil s pozemky ve Vojčicích.

## Symboly obce
Podle heraldického rejstříku má obec následující symboly, přijaté 4. května 1995. Na znaku je motiv dle obecní pečeti z 18. století.

### Znak
V červeném štítě po zlatém oblém pažitu běžící stříbrný býk ve zlaté zbroji.

### Vlajka
Vlajka má podobu čtyř podélných pruhů bílého, žlutého, červeného, žlutého. Vlajka má poměr stran 2:3 a ukončena je třemi cípy, tj. dvěma zástřihy, sahajícími do třetiny jejího listu.

## Rodáci
- Lya de Putti (1896–1931), tanečnice a herečka